# 48915 Patbrandebourg
48915 Patbrandebourg è un asteroide della fascia principale. Scoperto nel 1998, presenta un'orbita caratterizzata da un semiasse maggiore pari a 2,303336 UA e da un'eccentricità di 0,124246, inclinata di 4,729473° rispetto all'eclittica. Ha un diametro di 1,554 km.